# Iglesia de San Andrés (Jerusalén)
La Iglesia de San Andrés (en hebreo: כנסיית סנט אנדרוז) fue construida como un monumento a los soldados escoceses que murieron luchando contra el ejército turco otomano durante la Primera Guerra Mundial, con lo que se puso punto final al dominio otomano sobre Palestina. Se trata de una congregación de la Iglesia cristiana protestante de Escocia. Uno de los principales defensores de la iglesia memorial fue Ninian Hill, un armador de Edimburgo y anciano de la iglesia. La primera piedra fue colocada por el Mariscal de Campo Lord Allenby, el 7 de mayo de 1927 y la iglesia fue inaugurada en 1930 con Ninian Hill como su primer ministro.